# Ентальпія розчинення
Ентальпія розчинення — тепло, поглинуте або виділене, коли солют розчиняється в розчинникові.
Теплота  розчинення залежить від природи солюта та від його концентрації в кінцевому розчині.